# Hail, Hero!
Pour plus de détails, voir Fiche technique et Distribution.
Hail, Hero! est un film américain réalisé par David Miller, sorti en 1969.

## Synopsis
Pendant la guerre du Vietnam, Carl Dixon quitte l'école et rejoint l'armée américaine dans l'espoir d'utiliser l'amour et pas des armes pour vaincre le Viet Cong.

## Fiche technique
- Titre original : Hail, Hero!
- Réalisation : David Miller
- Scénario : David Manber d'après une nouvelle de John Weston
- Directeur artistique : Albert Heschong
- Décorateur de plateau : Ray Molyneaux
- Costumes : Frank Delmar (costume supervisor)
- Maquillage : George Lane	 (makeup supervisor)
- Directeur de la photographie : Robert B. Hauser
- Montage : John McSweeney Jr.[1]
- Musique : Jerome Moross
- Producteur : Harold D. Cohen
- Société(s) de production : Cinema Center Films
- Société(s) de distribution : National General Pictures (en)
- Pays de production :  États-Unis
- Année : 1969
- Langue originale : anglais
- Format : couleur (Technicolor) – 35 mm – mono
- Genre : drame
- Durée : 100 minutes
- Dates de sortie : 
  - États-Unis : 4 octobre 1969 (Los Angeles, Californie "premiere")

## Distribution
- Michael Douglas : Carl Dixon
- Arthur Kennedy : Albert Dixon
- Teresa Wright : Santha Dixon
- Charles Drake : Sénateur Murchiston
- Peter Strauss : Frank Dixon
- Virginia Christine : Eleanor Murchiston
- Walter Baldwin : Nat Winder
- Charles Wagenheim : Le premier peintre
- James Griffith : Le deuxième peintre
- Peter Brocco : Le premier vieil homme
- Heather Menzies : Molly Adams

## Distinction

### Nomination
- Golden Globe 1970 :
  - Révélation masculine de l'année pour Michael Douglas